# Pilar Montenegro
Pilar Montenegro (Cidade do México, 31 de maio de 1969) é uma atriz e cantora mexicana. No Brasil, é mais conhecida por ser vilãs nas novelas Gotinha de Amor e A Dona, além de participar da trilha sonora brasileira de Betty, a Feia.

## Discografia
- 1996 — Son del corazon
- 2001 — Desahogo
- 2004 — Pilar
- 2004 — Euro Reggaeton
- 2005 — South Beach
- 2010 — Siempre tuya

## Filmografia

### Televisão
- Volver a empezar (1994–1995) … Jessica (vilã)
- Marisol (1996) … Sulema Chávez (vilã)
- Gotinha de amor (1998) … Célia Olmos (vilã)
- Te amaré en silencio (2002) … Paola (participação)
- A Dona (2010) … Arcélia Olivares (vilã)
- Qué bonito amor (2012–2013) … Wanda Mey (participação)

### Cinema
- Donde queda la bolita (1993) … Pilar